# DTS (hệ thống âm thanh)
DTS, Inc. (có nguồn gốc là Digital Theater Systems) là một công ty Mỹ sản xuất các công nghệ âm thanh đa kênh cho phim và video. Có trụ sở tại Calabasas, California, công ty đã giới thiệu công nghệ DTS của mình vào năm 1993 với tư cách là đối thủ cạnh tranh chất lượng cao hơn với Phòng thí nghiệm Dolby, kết hợp DTS trong bộ phim Công viên kỷ Jura.   Sản phẩm DTS được sử dụng ở các định dạng âm thanh vòm cho cả ứng dụng thương mại / sân khấu và cho người tiêu dùng. Nó được gọi là Trải Nghiệm Công nghệ kỹ thuật số cho đến năm 1995. DTS cấp phép công nghệ của mình cho các nhà sản xuất điện tử tiêu dùng.
Thương hiệu DTS đã được Tessera mua lại vào tháng 12 năm 2016, sau đó Tessera đổi tên thành Xperi.

## Lịch sử
DTS được thành lập bởi Terry Beard, một kỹ sư âm thanh và tốt nghiệp trường Caltech. Beard, nói chuyện với một người bạn của người bạn, để liên lạc với Steven Spielberg để chỉnh sửa âm thanh cho một bộ phim Spielberg của Close Encounters of the Third Kind  được mix trong hệ thống DTS. Spielberg sau đó đã chọn hệ thống âm thanh DTS cho bộ phim tiếp theo của mình, Jurassic Park và với sự hậu thuẫn của Universal Pictures và Matsushita Electric, hơn 1.000 rạp chiếu tại Hoa Kỳ đã áp dụng hệ thống âm thanh DTS. 

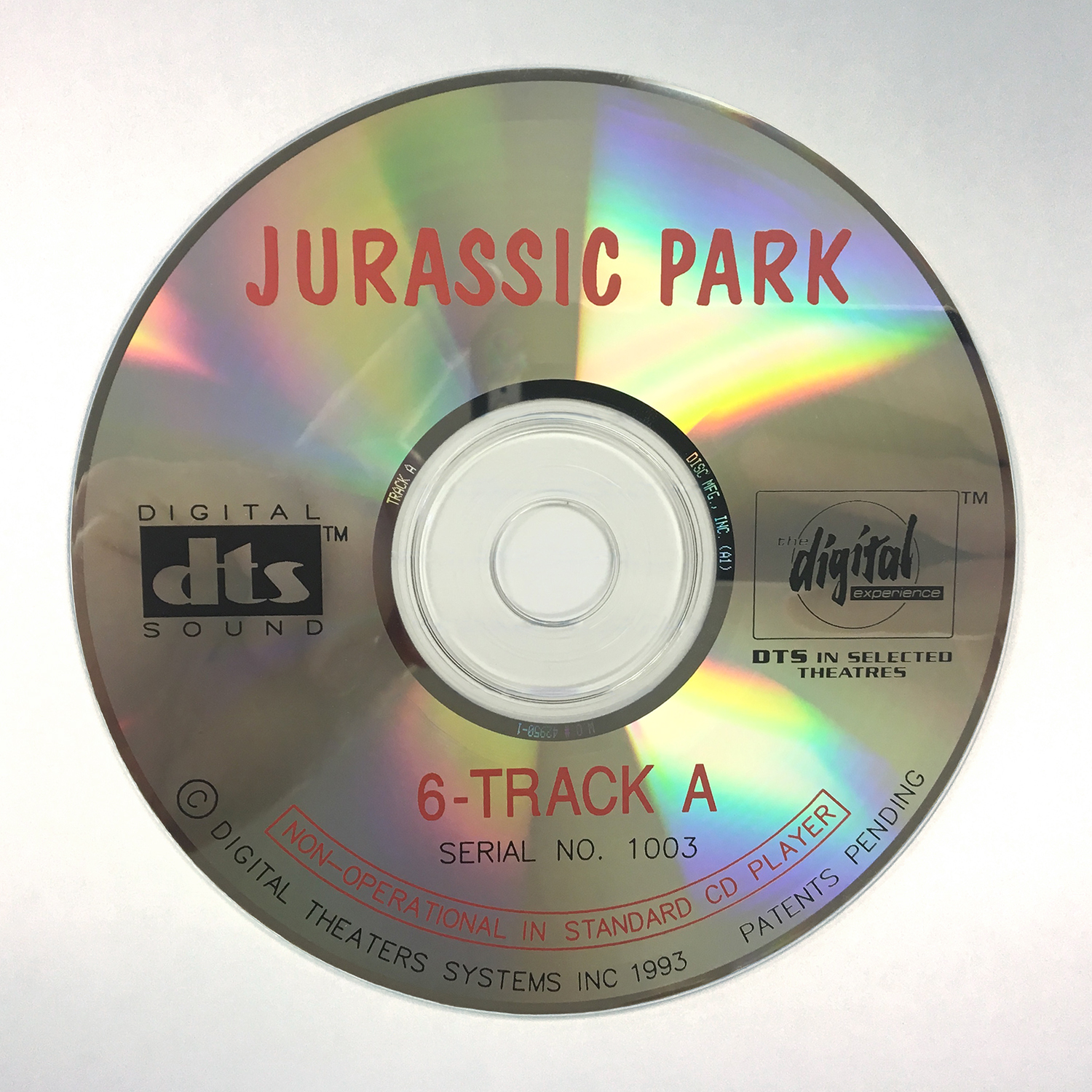
Một bức ảnh của đĩa CD-ROM DTS sân khấu được sử dụng cho phiên bản gốc năm 1993 của Jurassic Park

Hoạt động trên định dạng âm thanh mới bắt đầu vào năm 1991, bốn năm sau khi Dolby Lab Laboratory bắt đầu làm việc với codec mới, Dolby Digital.
Phiên bản cơ bản và phổ biến nhất của định dạng là hệ thống âm thanh 5.1, tương tự như thiết lập Dolby Digital, mã hóa âm thanh thành năm kênh chính (toàn dải) cộng với kênh LFE (hiệu ứng tần số thấp) đặc biệt cho loa siêu trầm.
Bộ mã hóa và giải mã hỗ trợ kết hợp nhiều kênh âm thanh như: stereo, bốn kênh âm thanh + kênh siêu trầm (4.1), đã được phát hành thương mại trên DVD, CD và Laserdisc. 

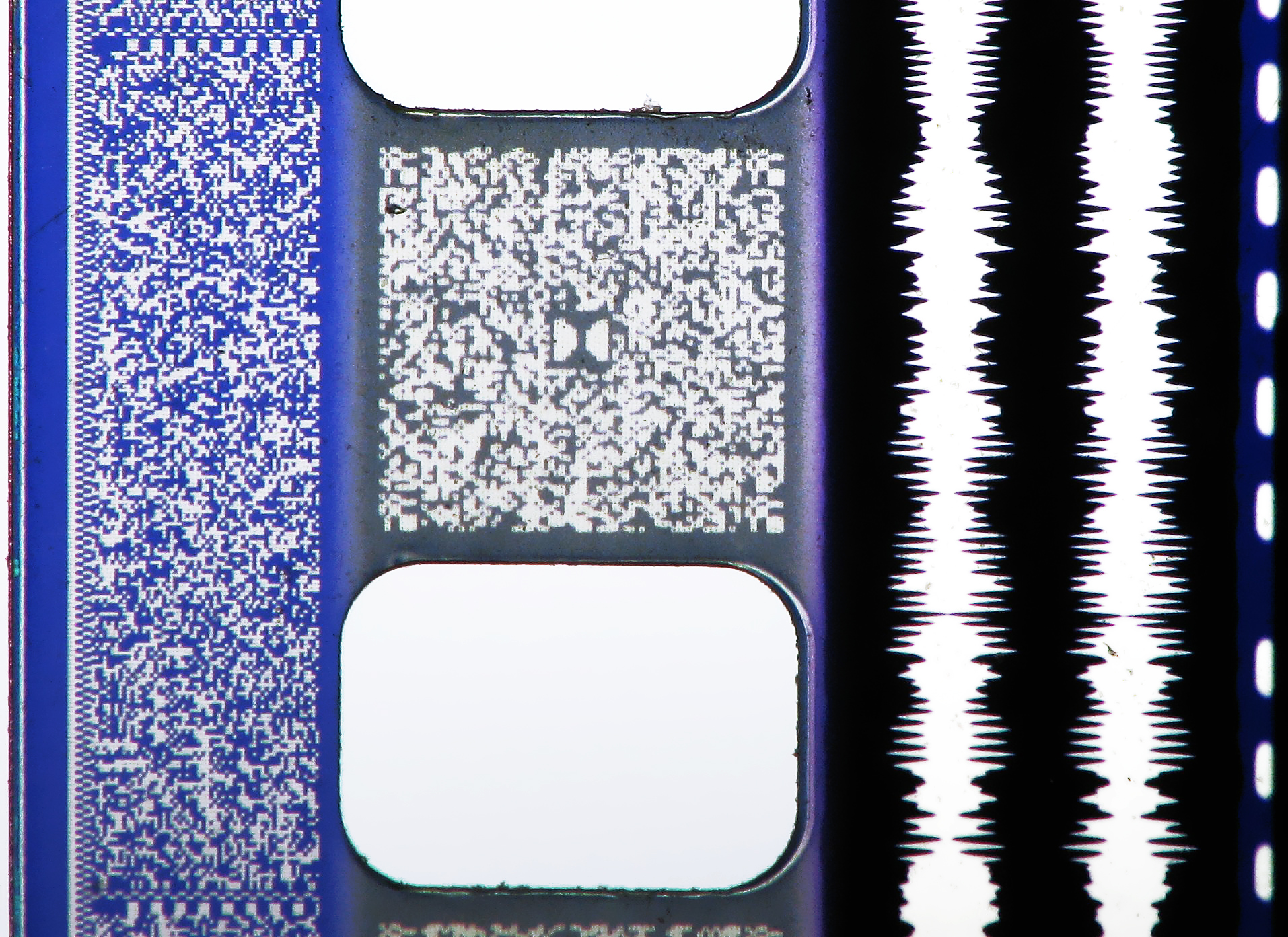
Ảnh chụp bản in phim 35 mm có tất cả bốn định dạng âm thanh (hoặc "quad track") - từ trái sang phải: SDDS (vùng màu xanh bên trái lỗ bánh xích), Dolby Digital (vùng màu xám giữa các lỗ bánh xích được dán nhãn logo Dolby "Double-D" ở giữa), âm thanh quang học tương tự (hai vạch trắng ở bên phải của các lỗ bánh xích) và mã thời gian DTS (đường đứt nét ở bên phải.)

### Phòng thí nghiệm SRS
Vào năm 2012, DTS đã mua lại doanh nghiệp của SRS Labs (Hệ thống thu âm thanh), một công nghệ xử lý âm thanh 3D chuyên nghiệp, bao gồm hơn 1.000 bằng sáng chế và nhãn hiệu âm thanh.

### Hệ thống Manzanita
Vào năm 2014, DTS đã mua Manzanita Systems, nhà cung cấp phần mềm MPEG cho truyền hình kỹ thuật số, VOD và quảng cáo kỹ thuật số.

### Tiếng hát
Phorus, một công ty con của DTS, Inc., có trụ sở tại Los Angeles dành riêng cho âm thanh không dây cho các thiết bị được kết nối.

### Đài phát thanh HD (iBiquity)
Vào ngày 2 tháng 9 năm 2015, iBiquity thông báo đã được DTS mua với giá $ 172 triệu, kết hợp công nghệ phát sóng radio kỹ thuật số HD Radio của iBiquity với hệ thống âm thanh vòm âm thanh kỹ thuật số của DTS.

### Sử dụng sân khấu
Trong sử dụng sân khấu, mã thời gian 24 bit độc quyền được mô phỏng quang học trên phim. Một đầu đọc LED quét dữ liệu mã thời gian từ phim và gửi nó đến bộ xử lý DTS, sử dụng mã thời gian để đồng bộ hóa hình ảnh được chiếu với âm thanh nhạc phim DTS. Âm thanh DTS đa kênh được ghi ở dạng nén trên phương tiện CD-ROM tiêu chuẩn với tốc độ bit là 882 kbit / s. Nén âm thanh được sử dụng trong hệ thống DTS sân khấu (rất khác biệt và hoàn toàn không liên quan đến định dạng DTS Digital Surround dựa trên Coherent Acoustics) là hệ thống APT-X100. Không giống như phiên bản gia đình của DTS hoặc bất kỳ phiên bản nào của Dolby Digital, hệ thống APT-X100 được cố định ở tỷ lệ nén 4: 1. Việc giảm dữ liệu được thực hiện thông qua mã hóa băng con với dự đoán tuyến tính và lượng tử hóa thích ứng. Bộ xử lý DTS sân khấu hoạt động như một cơ chế vận chuyển, vì nó giữ và đọc các đĩa âm thanh. Khi định dạng DTS được tung ra, nó đã sử dụng một hoặc hai đĩa với các đơn vị sau này giữ ba đĩa, do đó cho phép một bộ xử lý DTS duy nhất xử lý các bản nhạc phim hai đĩa cùng với đĩa thứ ba cho các đoạn giới thiệu sân khấu. Mã thời gian DTS trên bản in 35mm xác định tên phim được khớp với các đĩa CD-ROM DTS riêng lẻ, đảm bảo rằng phim không thể phát với đĩa sai. Mỗi CD-ROM DTS chứa một chương trình DOS mà bộ xử lý sử dụng để phát lại nhạc nền, cho phép cải thiện hệ thống hoặc sửa lỗi dễ dàng được thêm vào. Không giống như Dolby Digital và SDDS, hoặc phiên bản DTS tại nhà, hệ thống DTS sân khấu chỉ mang 5 kênh riêng biệt trên CD-ROM. Bản nhạc loa siêu trầm.1 LFE được trộn vào các kênh vòm rời rạc trên đĩa và được phục hồi thông qua các bộ lọc thông thấp trong rạp hát.

## Bộ giải mã âm thanh DTS
Ở cấp độ người tiêu dùng, DTS là viết tắt thường được sử dụng cho các DTS mạch lạc Acoustics (DCA) bộ giải mã, vận chuyển thông qua S / PDIF và một phần của đĩa laser, DVD, và Blu-ray thông số kỹ thuật. Hệ thống này là phiên bản tiêu dùng của tiêu chuẩn DTS, sử dụng codec tương tự mà không cần phương tiện CD-ROM DTS riêng. Giống như đầu CD tiêu chuẩn, đầu đĩa DVD và Blu-ray không thể giải mã âm thanh từ đĩa CD âm thanh DTS.
Cả DVD nhạc và phim đều cho phép phát tín hiệu âm thanh DTS, nhưng DTS không phải là một phần của thông số DVD gốc, do đó, các đầu DVD đầu tiên hoàn toàn không nhận ra các rãnh âm thanh DTS. Thông số DVD đã được sửa đổi    để cho phép tùy chọn bao gồm các bản âm thanh DTS. Tiêu đề DVD phải mang một hoặc nhiều bản âm thanh chính ở định dạng AC-3 hoặc LPCM (ở Châu Âu, MPEG-1 Audio Layer II cũng là định dạng bản nhạc chính được phép). Người dùng có thể chọn bản nhạc âm thanh DTS. Các đầu phát DVD tiếp theo hiện đang giải mã DTS nguyên bản hoặc chuyển qua bộ giải mã bên ngoài. Gần như tất cả các máy thu độc lập và nhiều đầu phát / thu DVD tích hợp có thể giải mã DTS.

## So sánh với các định dạng khác
DTS và Dolby Digital (AC-3), đối thủ cạnh tranh chính của DTS trong thị trường rạp chiếu phim và rạp hát tại nhà, thường được so sánh vì sự giống nhau của chúng trong mục tiêu sản phẩm, mặc dù Dolby tin rằng các kênh xung quanh nên được khuếch tán    và DTS nói rằng họ nên được định hướng.     Trong các cài đặt sân khấu, âm thanh AC-3 được đặt giữa các lỗ bánh xích trên 35   Bản thân phim mm, khiến nội dung âm thanh dễ bị hư hại vật lý do hao mòn và xử lý sai phim. Âm thanh DTS được lưu trữ trên một bộ đĩa CD-ROM riêng biệt, với dung lượng lưu trữ lớn hơn có khả năng mang lại độ trung thực âm thanh tốt hơn và không phải chịu sự hao mòn thông thường do in phim trong quá trình diễn ra bình thường của phim. sàng lọc. Bỏ qua việc lắp ráp CD-ROM riêng biệt như một điểm tiềm năng của sự thất bại, audiopath tương đối không bị ảnh hưởng đến sự xuống cấp của phim, trừ khi mã thời gian in phim bị phá hủy hoàn toàn.
Trong thị trường tiêu dùng (rạp hát tại nhà), AC-3 và DTS gần gũi về hiệu suất âm thanh. Khi bản nhạc âm thanh DTS được mã hóa ở tốc độ bit hợp pháp cao nhất (1509,75   kbit / s), các chuyên gia kỹ thuật xếp DTS là minh bạch về mặt nhận thức đối với hầu hết các tài liệu chương trình âm thanh (nghĩa là không thể phân biệt với nguồn chưa giải mã trong thử nghiệm mù đôi).    Dolby tuyên bố codec AC-3 cạnh tranh của nó đạt được độ trong suốt tương tự ở tốc độ bit được mã hóa cao nhất (640   kbit / s). Tuy nhiên, trong tài liệu chương trình có sẵn cho người tiêu dùng gia đình (DVD, phát sóng và thuê bao TV kỹ thuật số), cả AC-3 và DTS thường không chạy ở tốc độ bit được phép cao nhất của họ. DVD và phát sóng (ATSC) HDTV cap AC-3 bitrate ở mức 448   kbit / s. Nhưng ngay cả ở tốc độ đó, thiết bị âm thanh của người tiêu dùng đã tận hưởng hiệu suất âm thanh tốt hơn so với sân khấu (35   cài đặt phim mm), được giới hạn ở tốc độ bit thấp hơn. Khi âm thanh DTS được giới thiệu với đặc điểm kỹ thuật DVD, một số studio đã tạo ra các bản nhạc DTS trên một số DVD ở tốc độ bit đầy đủ (1509,75   kbit / s). Hầu hết các đầu DVD sau này cung cấp các bản nhạc DTS được mã hóa ở 754,5   kbit / s (khoảng một nửa tốc độ 1536kbps). Với tốc độ giảm này, DTS không còn giữ được độ trong suốt của âm thanh. Điều này đã được thực hiện để nhường chỗ cho nhiều bản nhạc và nội dung âm thanh hơn để giảm chi phí phát tán thêm tài liệu trên nhiều đĩa.
AC-3 và DTS đôi khi được đánh giá bằng bitrate được mã hóa của chúng.    Dolby Digital 5.1 có thể nén cùng một dữ liệu, chiếm ít không gian. Ngược lại, những người đề xuất DTS tuyên bố rằng các bit thừa cho độ trung thực cao hơn và phạm vi động hơn, cung cấp âm thanh phong phú hơn và giống như thật hơn. Nhưng không có kết luận nào có thể được rút ra từ bitrate tương ứng của chúng, vì mỗi codec dựa vào các công cụ mã hóa và cú pháp khác nhau để nén âm thanh.